# Костин, Виктор Константинович
Виктор Константинович Костин (4 марта 1934, Москва — 20 сентября 2024, Москва) — ведущий специалист научно-производственного предприятия «Звезда» в области авиакосмической медицины, заслуженный испытатель авиакосмической техники, средств спасения и жизнеобеспечения лётчиков и космонавтов, Герой Российской Федерации (1997).

## Биография
Родился 4 марта 1934 года в городе Москве.
В 1960 году окончил 1-й Московский медицинский институт им. И. М. Сеченова. По распределению был зачислен в штат научно-исследовательского отдела опытного завода № 918. В качестве ведущего специалиста отвечал за физиологические испытания средств аварийного спасения и жизнеобеспечения лётчиков и космонавтов: катапультных кресел серии К-36, К-37; амортизационных кресел «Эльбрус» и «Казбек» для космических кораблей «Восток», «Восход» и «Союз»; индивидуального защитного снаряжения лётчика и космонавта.
Научные результаты испытаний и целенаправленных исследований были конструктивно реализованы в серийных образцах указанных изделий, а также в совместных проектах с иностранными космическими агентствами. Несколько изобретений подтверждено авторскими свидетельствами. Свои должностные функции ведущего физиолога и начальника сектора успешно сочетал с участием в качестве испытателя персональных средств спасения лётчиков и космонавтов в уникальных условиях стендового воспроизведения динамических и аварийных факторов полёта, подтвердивших переносимость человеком запредельных перегрузок и условий жизнедеятельности.
С участием В. К. Костина было проведено 70 экспериментов на изучение влияния перегрузок боевого маневрирования истребителя величиной до 10 единиц, 14 экспериментов на влияние ударных перегрузок при катапультировании до 18 единиц. При испытаниях на центрифуге влияния на организм длительно действующих перегрузок, сопровождающих взлёт ракеты-носителя и торможение спускаемого аппарата при входе в плотные слои атмосферы были достигнуты перегрузки до 26,7 единиц. В одном из экспериментов В. К. Костин провёл 12 часов в кресле космонавта на барокамерной высоте 30 км при избыточном давлении в скафандре 0,4 атм, при котором у космонавта сохраняется возможность пальцевой работы с органами управления космического корабля при его разгерметизации. В. К. Костин внёс огромный вклад в программу советских пилотируемых полётов. На его счету уникальные эксперименты и испытания. Многие из этих экспериментов не повторялись до сих пор ввиду их опасности для жизни испытателей.
Указом Президента Российской Федерации от 17 ноября 1997 года за мужество и героизм, проявленные при испытаниях, связанных с освоением космического пространства, Костину Виктору Константиновичу присвоено звание Героя Российской Федерации.
Жил в городе-герое Москве. Принимал активное участие в общественной жизни, в том числе в Правлении Клуба Героев.
Скончался 20 сентября 2024 года на 91-м году жизни. Похоронен на Троекуровском кладбище Москвы.
Награждён медалями.